# Mardale
Mardale – wieś w Rumunii, w okręgu Aluta, w gminie Vulpeni. W 2011 roku liczyła 48 mieszkańców. 